# Нагрудний знак «Хрест Слави»
Нагрудний знак «Хрест Слави» — відомча заохочувальна відзнака Міністерства внутрішніх справ України. Знак не увійшов до нової системи відзнак МВС України, що діє від 2013 року.

## Історія нагороди
- Автор художньо-конструкторського рішення - художник Микола Лебідь.
- Відзнака була заснована Наказом МВС України від 6 вересня 1997 року № 600.
- До 2012 року назва нагороди — відзнака МВС України «Хрест Слави».
- Наказом МВС України від 21 березня 2012 року № 217 «Про затвердження Положення про відомчі заохочувальні відзнаки Міністерства внутрішніх справ України»[1] встановлена назва — нагрудний знак «Хрест Слави».
- 30 травня 2012 року Президент України В. Ф. Янукович видав Указ, яким затвердив нове положення про відомчі заохочувальні відзнаки; міністрам, керівникам центральних органів виконавчої влади, керівникам (командувачам) військових формувань, державних правоохоронних органів було доручено забезпечити в установленому порядку перегляд актів про встановлення відомчих заохочувальних відзнак, приведення таких актів у відповідність із вимогами цього Указу[2]. Протягом 2012–2013 років Міністерством внутрішніх справ України була розроблена нова система заохочувальних відзнак[3], що вже не містила відзнаки «Хрест Слави».

## Опис відзнаки МВС України «Хрест Слави»
(відповідно до Наказу МВС України від 05.06.2007 № 180)
- Відзнака МВС України «Хрест Слави» складається з трьох шарів.
- Нижній шар — круглий медальйон діаметром 45 мм. По краях медальйона розташовується вінок з дубового листя завширшки 6 мм, який покривається прозорим лаком. Центральна частина медальйона оксидується. Виготовляється з нейзильберу.
- Середній шар — стилізований хрест розміром 55×55 мм, покритий гарячою емаллю рубінового кольору. Центральна частина хреста покривається гарячою емаллю синього кольору. По краях хреста виконується бортик завширшки 3 мм.
- Верхній шар — круглий медальйон діаметром 23 мм, по краях якого розташовується лавровий вінок, зібраний стрічками по боках, згори та знизу. Усередині внутрішнього кола розташовується фігура козака з рушницею на плечі й шашкою на поясі заввишки 14 мм і завширшки 4 мм (без урахування виступаючих частин).
- Хрест та медальйон виготовляються з нейзильберу і покриваються прозорим лаком.
- Кріплення відзнаки до одягу здійснюється за допомогою нарізного штифта з гайкою.